# Vraclav
Vraclav (v místním nářečí Vraclau, německy Wratzlau) je obec ležící čtyři kilometry západně od Vysokého Mýta v okrese Ústí nad Orlicí. Obec se skládá ze tří místních částí: Vraclav, Sedlec a Svatý Mikuláš. Žije zde 748 obyvatel. Do obce vede Naučná stezka Vraclav z Vysokého Mýta.

## Historie
Osídlení sahá do předhistorické doby. V mladší době hradištní zde bylo vybudováno vraclavské hradiště při Trstenické stezce. První písemná zmínka o něm je z roku 1073 (Wratislaw), ve 13. století po založení Vysokého Mýta zaniklo. Ves s kostelem svatého Václava vznikla v podhradí už v 11. století. Původně obdélná pravidelná náves byla od 19. století z velké části zastavěna.

## Pamětihodnosti
- kostel Nanebevzetí Panny Marie – původně raně gotická obdélná loď s užším presbytářem. Roku 1618 byl k severní straně přistavěn nový presbytář a po požáru 1719 k severní straně obdélná loď. Pětiboký presbytář původního kostela (dnes sakristie) s křížovou klenbou bez žeber se zachoval i se (zazděným) vítězným obloukem. Kostel je obklopen hřbitovem se zdí, vstup tvoří velká hranolová zvonice
- Románský kostelík svatého Václava, obdélná stavba s věží ze 12. století. Zrušen 1786, po požáru 1841 přestavěn na hostinec (č. 115).
- Pomník padlým v první světové válce z roku 1920
- Hradiště Vraclav z 11. století s památníkem rodu Vršovců z roku 1908
- Barokní areál poutního kostela svatého Mikuláše - odsvěcený kostel sv. Mikuláše postavený v letech 1724 - 1726, budova bývalých Svatomikulášských lázní a dřevěná poustevna s věžičkou vystavěná 1692, kašna s vodou dříve považovanou za léčivou
- Památný dub letní na kraji lesa asi 1,5 km východně od Vraclavi (49°58′18″ s. š., 16°6′30″ v. d.)
- Kamenný kříž na návsi z roku 1818. Obnoven v roce 1868. Nápis: „Tento kříž jest wistawenj ke cti a chwale Božj  nakladem pocestne Obce Wratislawske. Jana Mudrunki Kitař, Ignactz ?sich z Poztegna Pracom...“
- Smírčí kříž v části obce Sedlec[6]

## Občanská vybavenost
- Základní škola a Mateřská škola Vraclav je školou malotřídní s pěti ročníky prvního stupně ve čtyřech třídách, s dvěma odděleními školní družiny, dvěma třídami mateřské školy a školní jídelnou.
- V roce 1974 byl otevřen Kulturní dům s pohostinstvím a velkým sálem.
- V obci funguje samoobslužná prodejna obchodního družstva Konzum a pobočka České pošty.
- V roce 2016 zde byla otevřena Pizzerie u žíznivého mnicha v domě čp. 3.

## Kultura

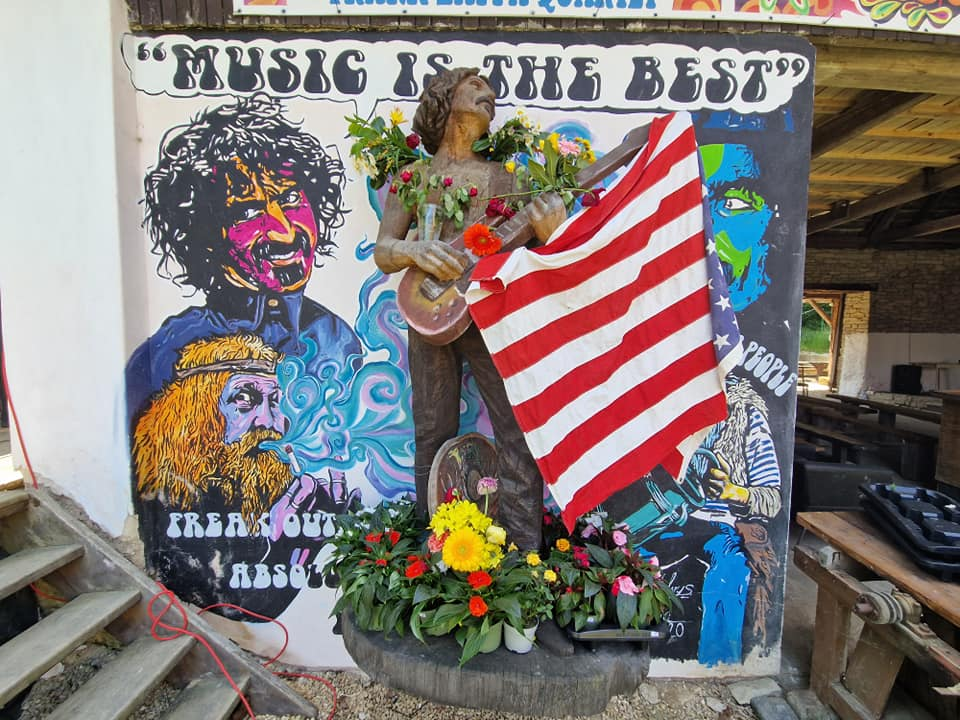
Socha před pizzerií

- Od roku 2017 se v květnu ve Vraclavi koná Květ(i)nový festival svobody zaměřený na nezávislou alternativní a undergroundovou hudbu.[7] Vystoupily zde soubory jako jsou Flamengo, Progres 2, The Plastic People of The Universe, Umělá hmota, Jaroslav Jeroným Neduha&Extempore a mnoho dalších.
- Na Statku u mnicha se nachází jediná[zdroj?] socha Franka Zappy v Čechách

## Galerie

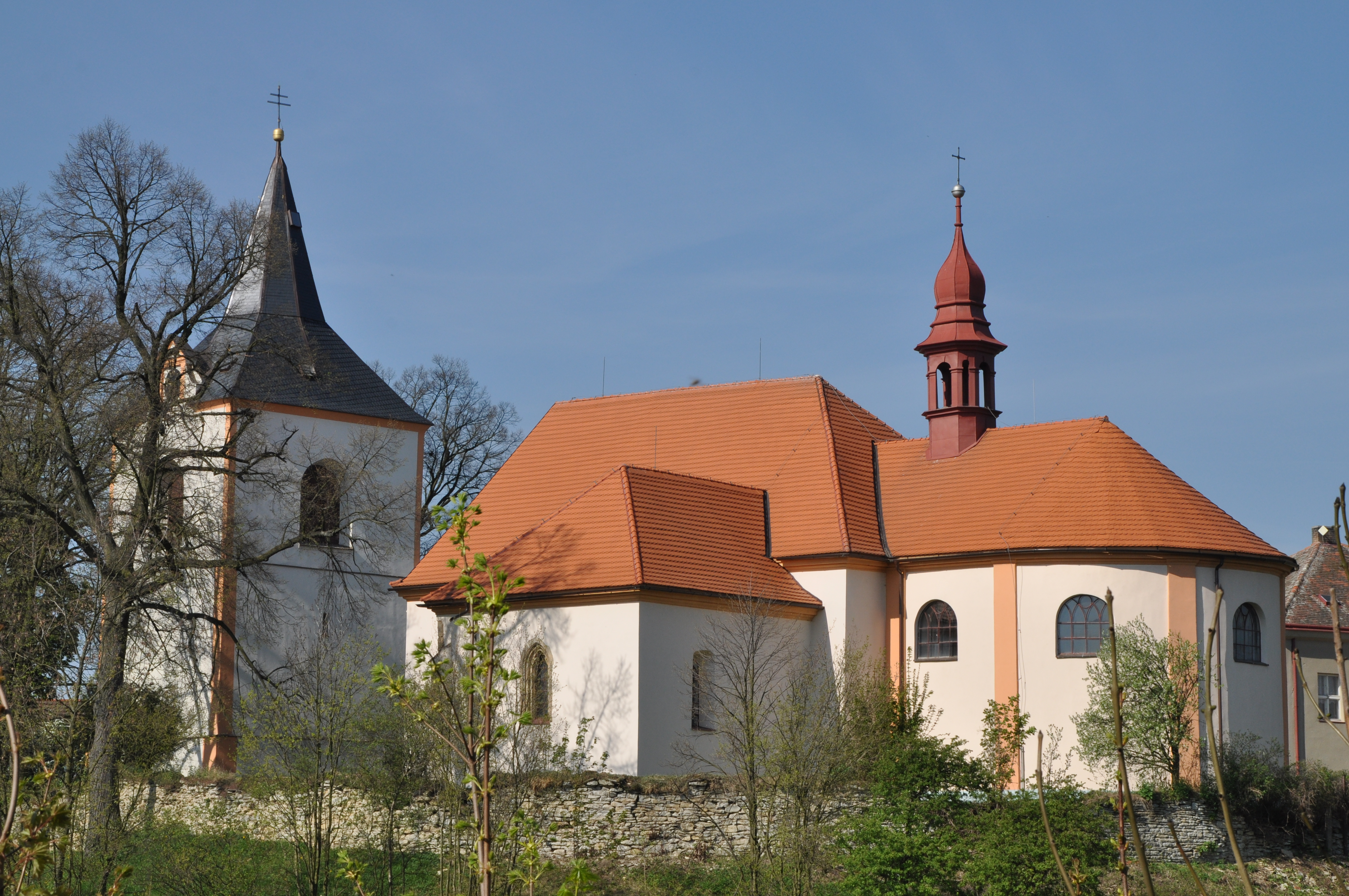
Kostel Nanebevzetí Panny Marie
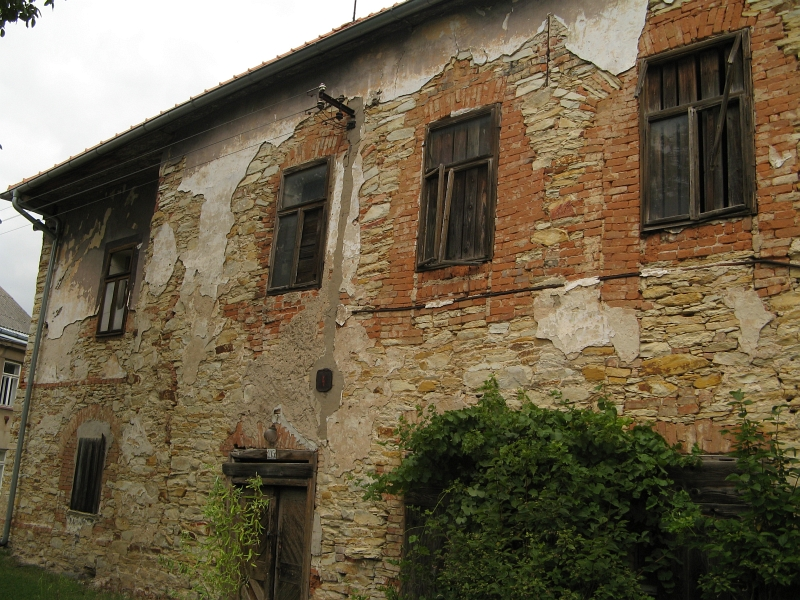
bývalý kostel sv. Václava, Vraclav čp. 115
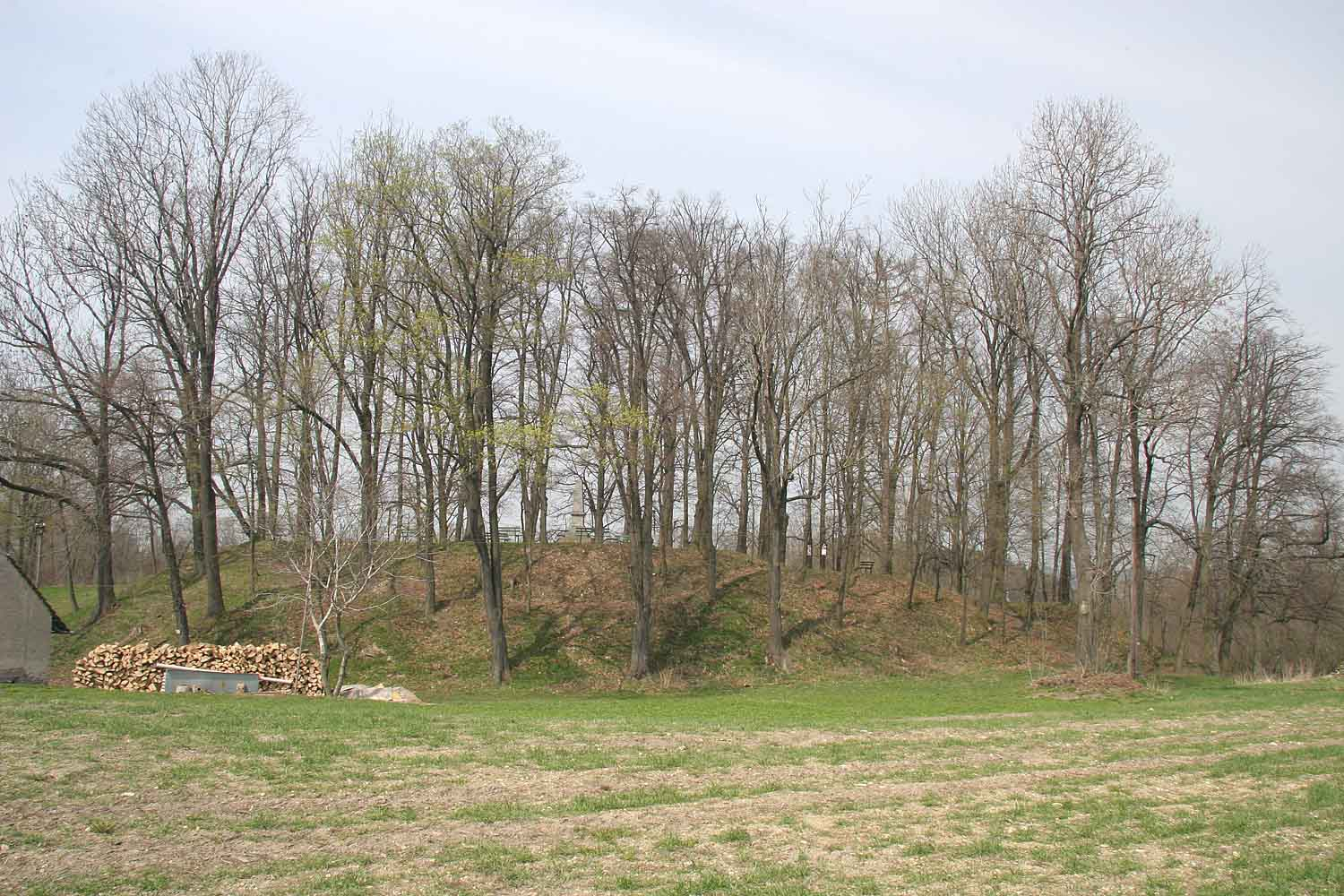
Valy na hradišti
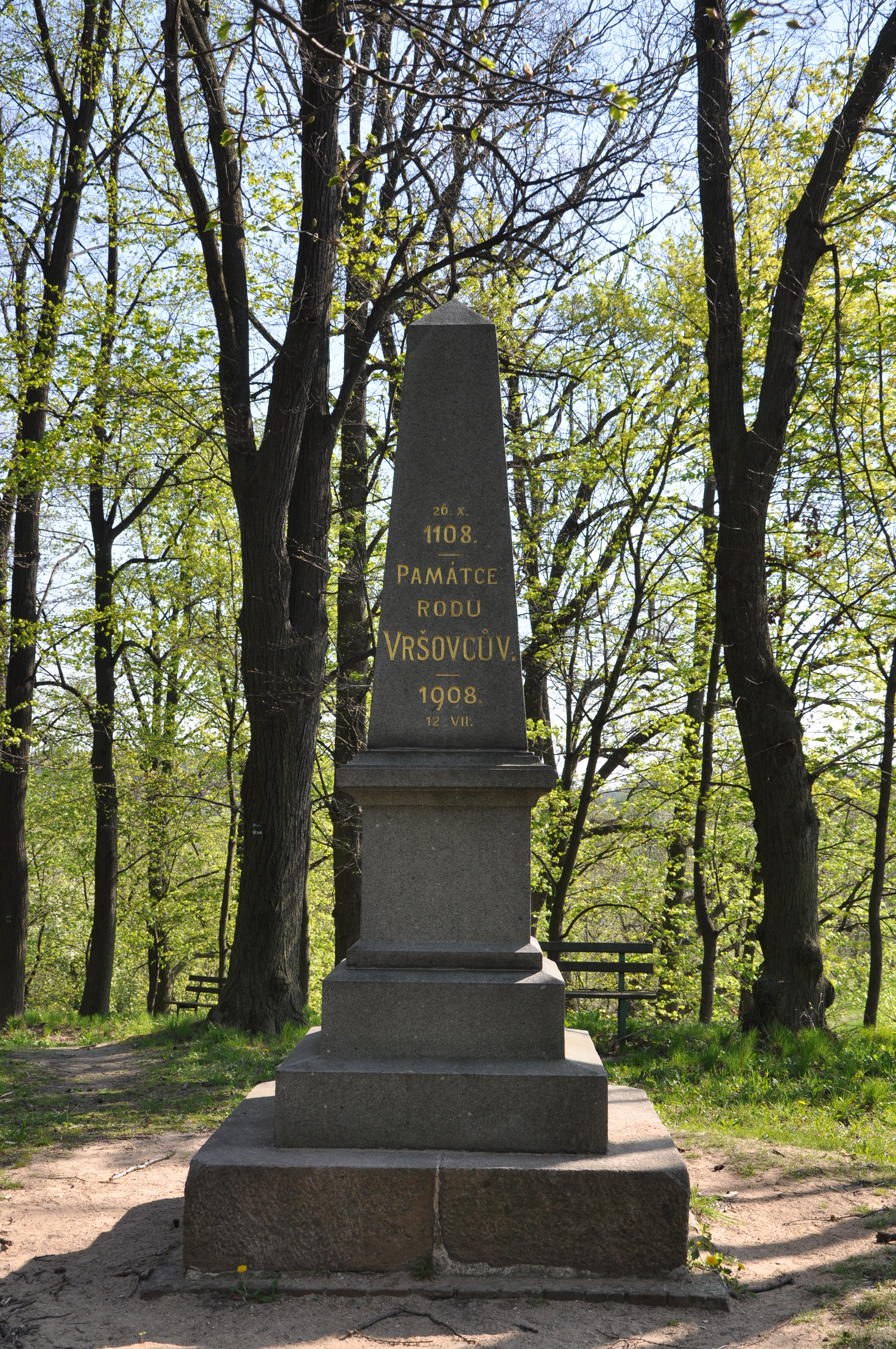
Pomník rodu Vršovců
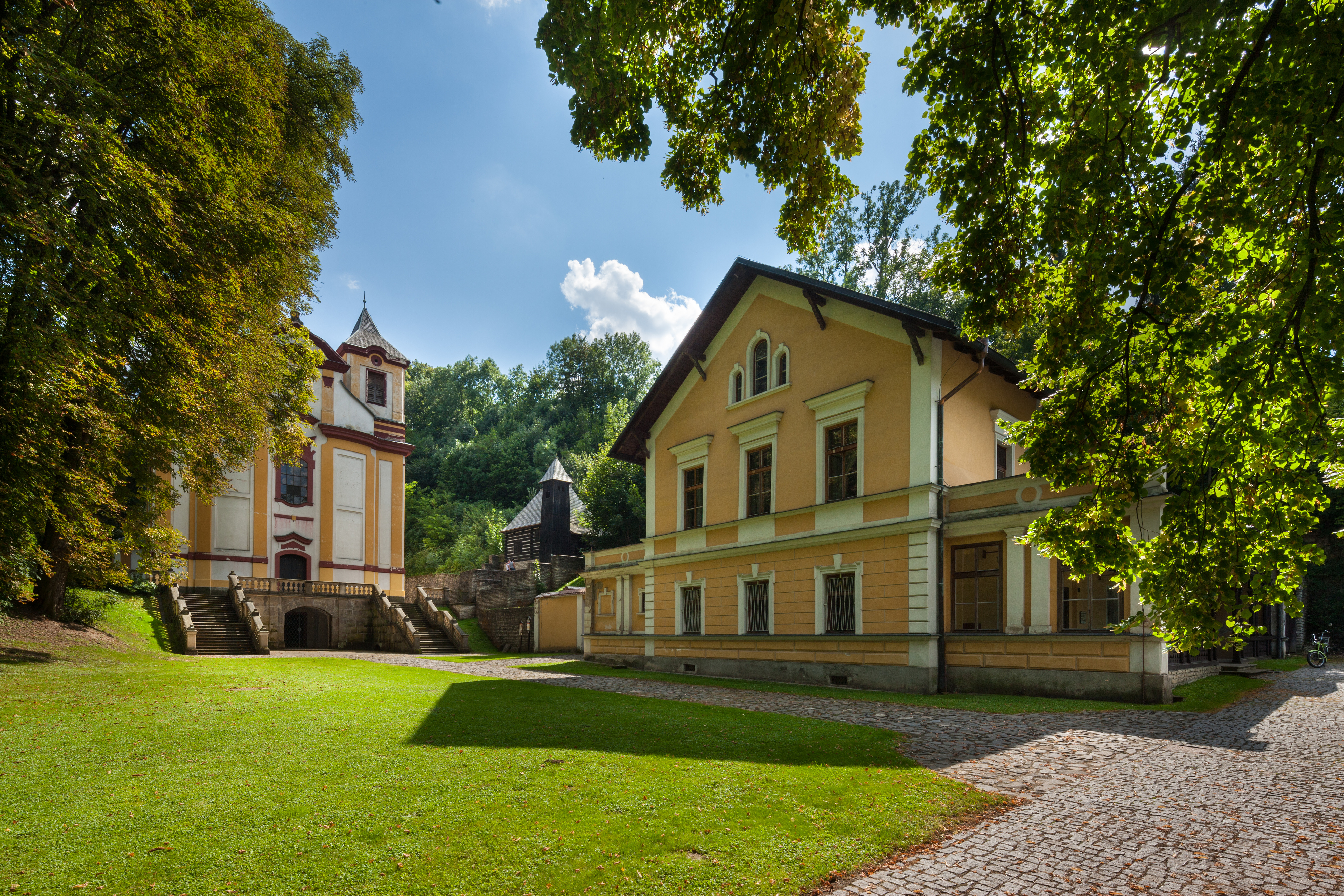
Barokní areál sv. Mikuláše
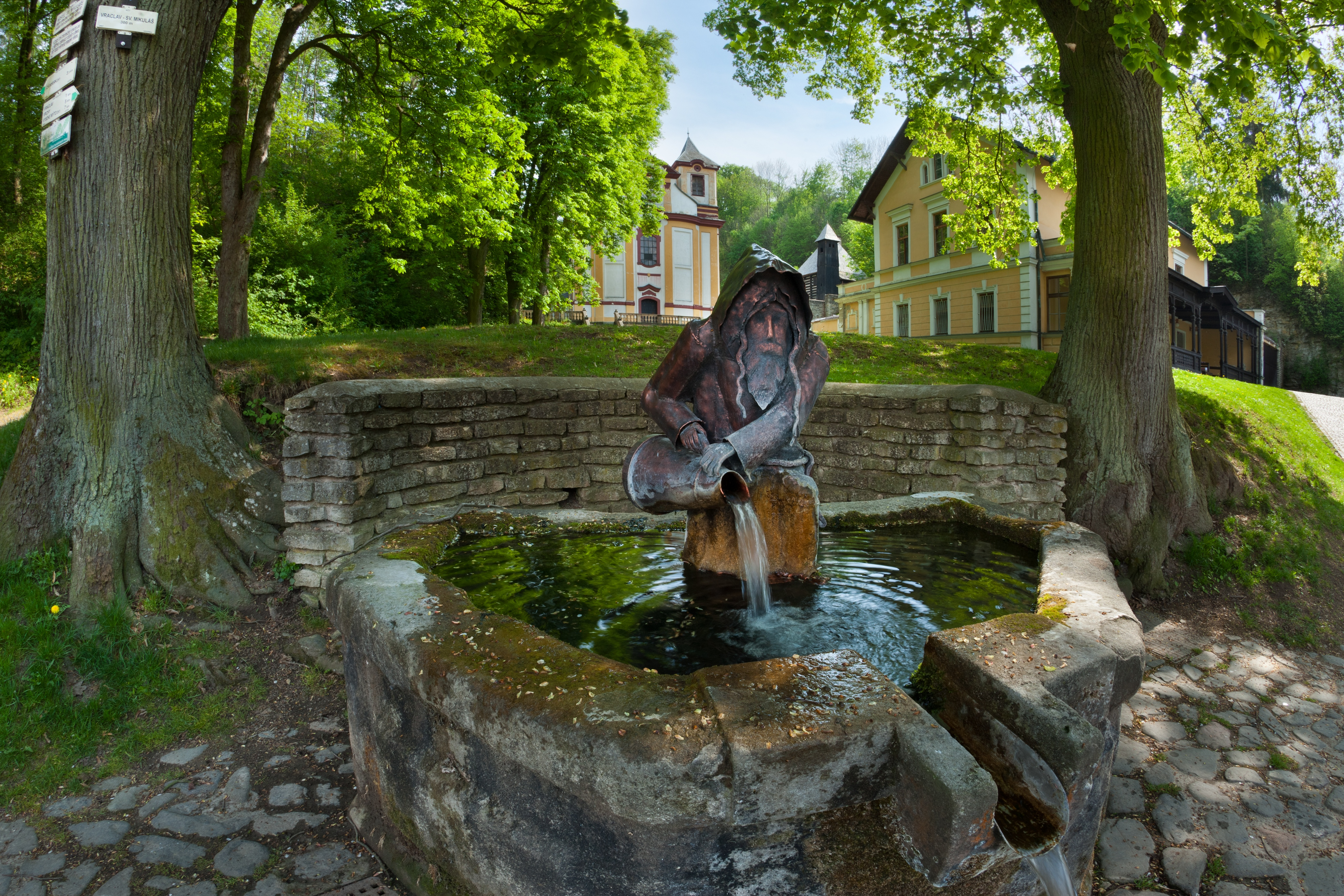
Kašna u sv. Mikuláše
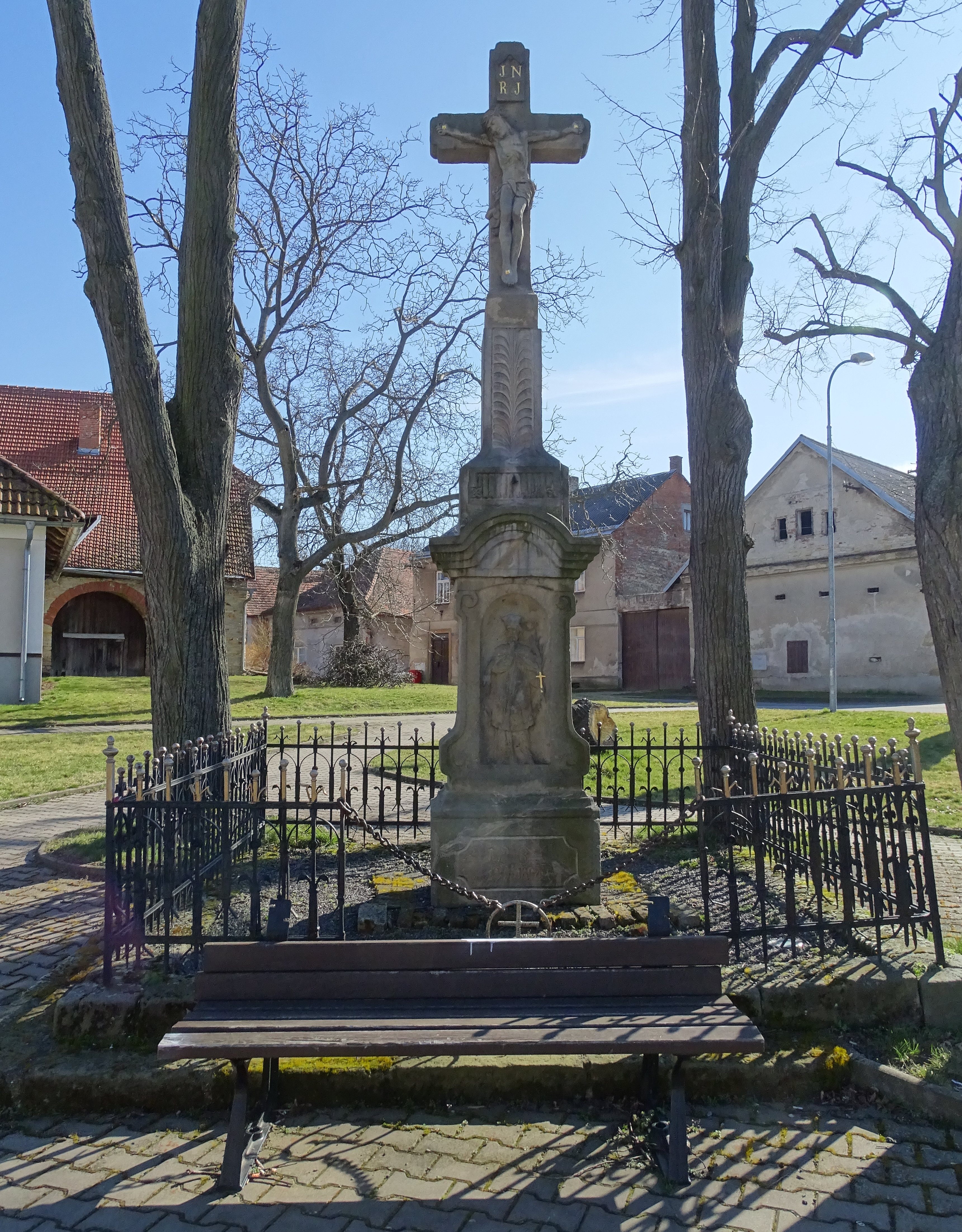
Kamenný kříž na návsi z roku 1818
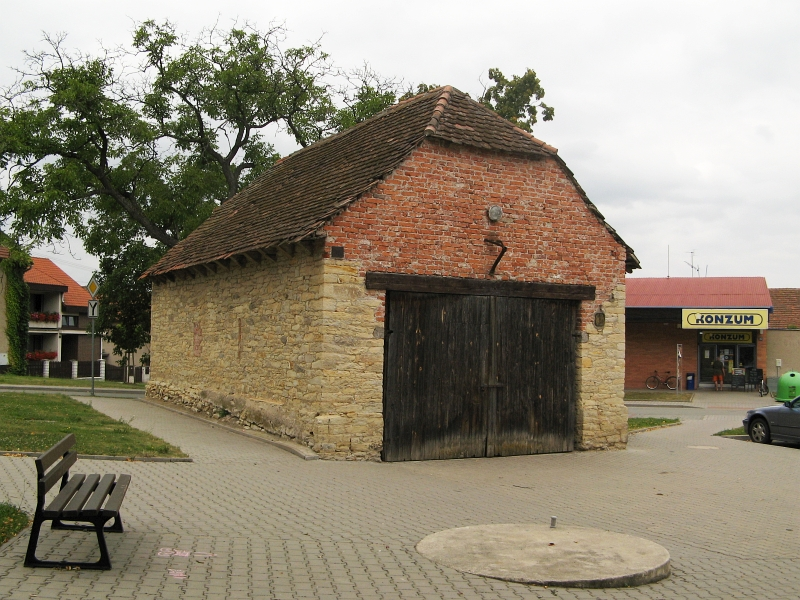
Hasičská zbrojnice na návsi
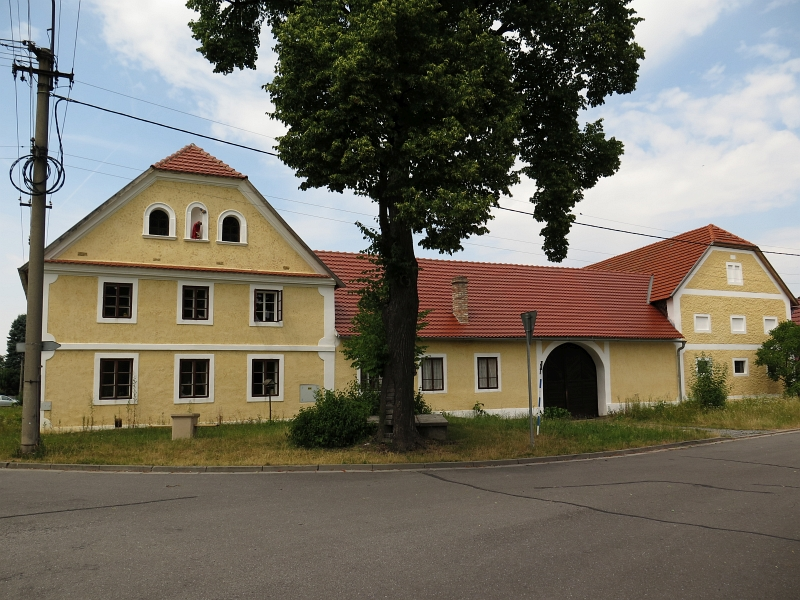
Usedlost čp. 47
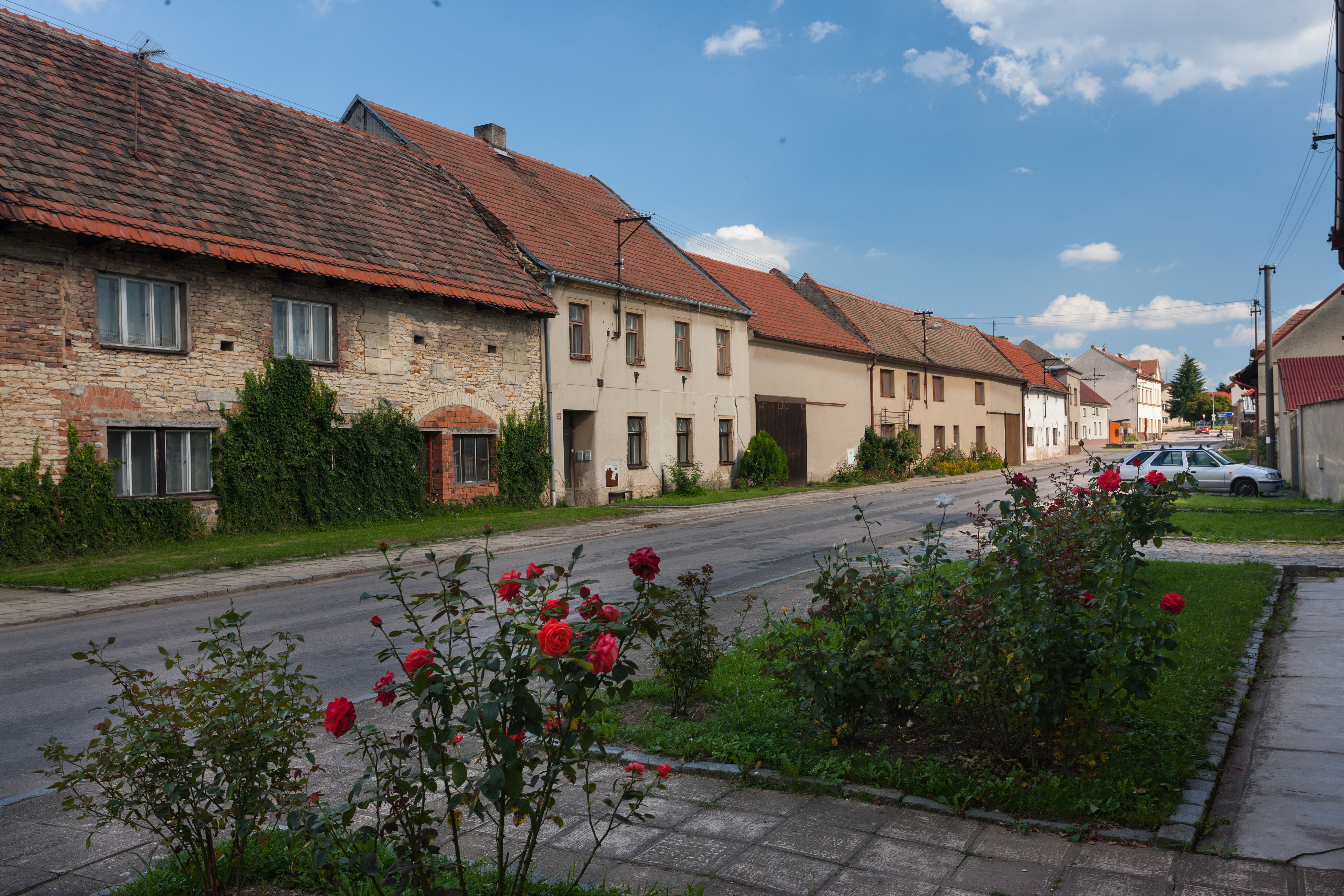
hlavní ulice
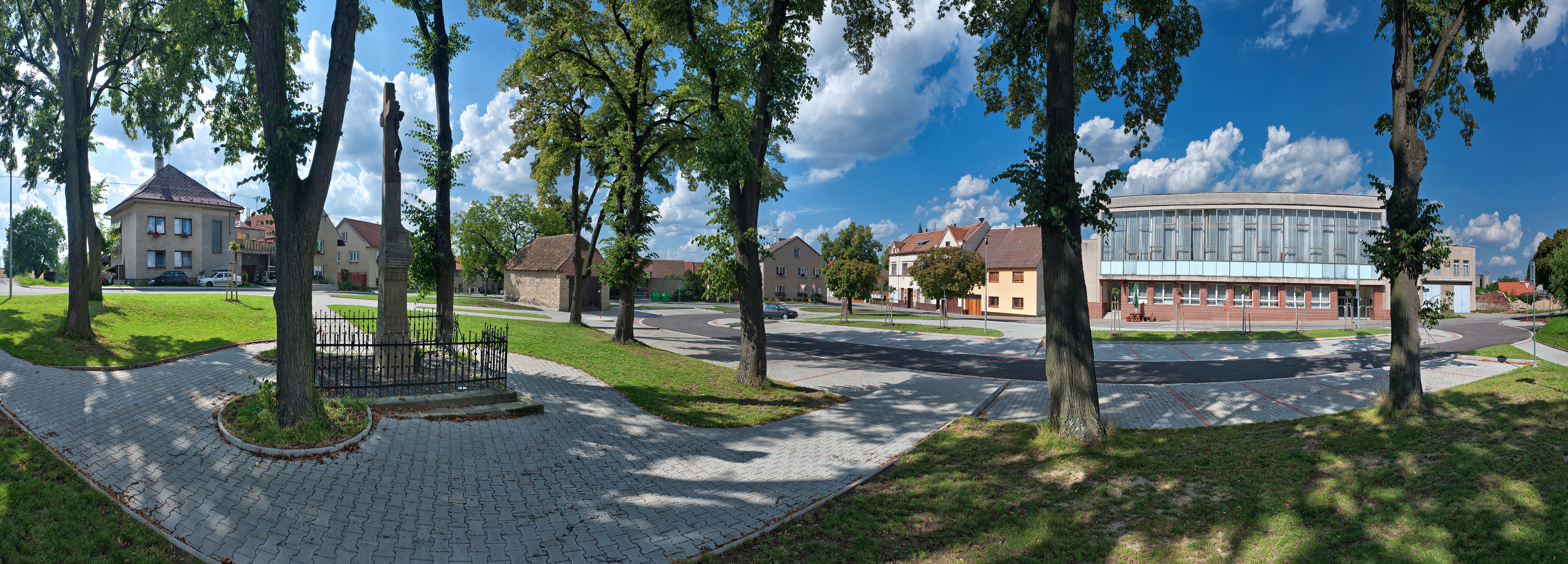
náves
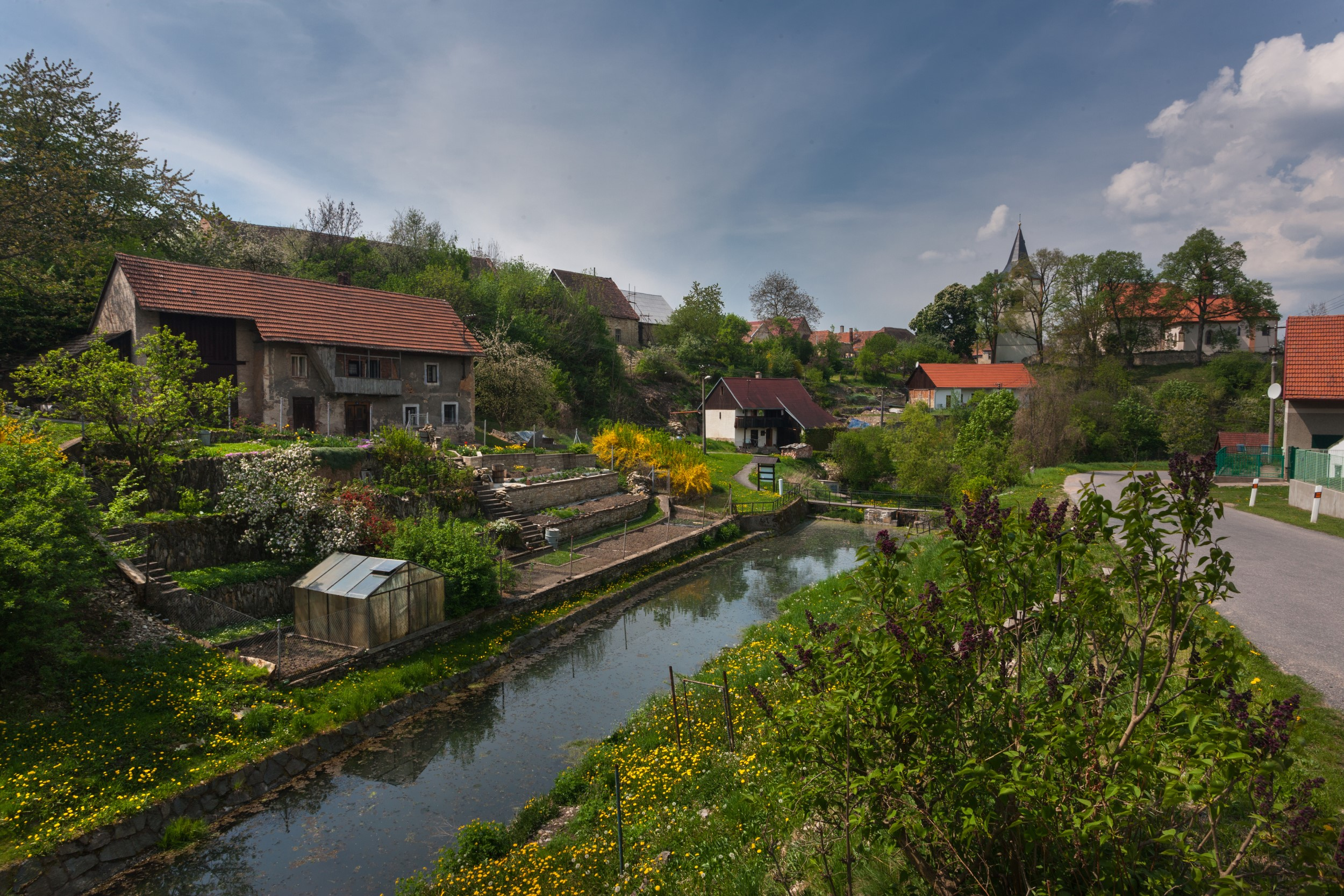
údolíčko ke kostelu
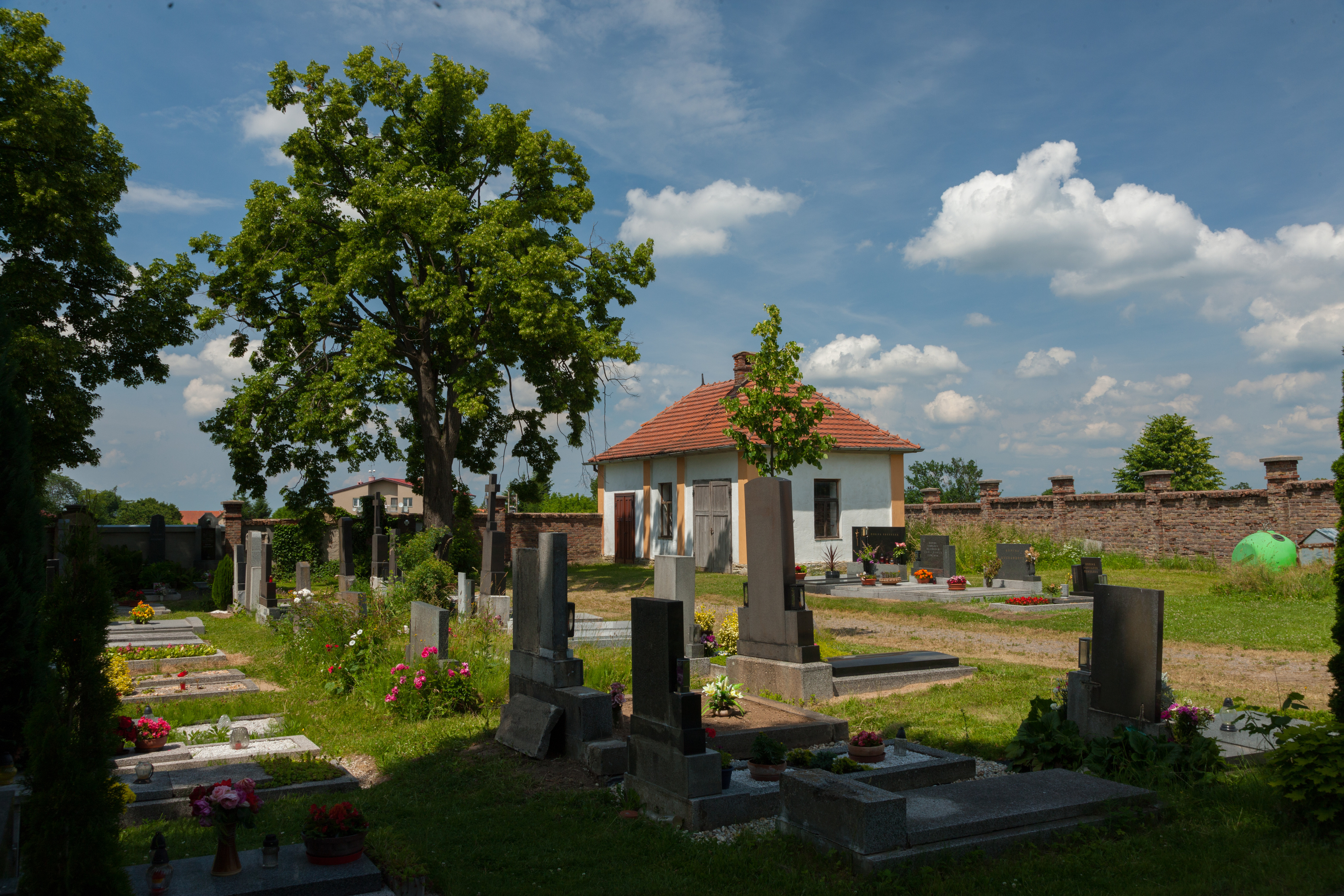
hřbitov

## Osobnosti

### Rodáci
- František Vogner (1850–1930) – český učitel, sbormistr a hudební skladatel
- Jindřich Paďour (1863–1930) – český agrární politik, poslanec Říšské rady
- Jiří Paďour (1943–2015) – kapucín a dvanáctý biskup českobudějovický
- František Loskot (1870–1932) – kněz, učenec, novinář, historik – autor „Kroniky Vraclavské“

### Ostatní
- Linda Bartošová (* 1993) – modelka, Česká Miss World 2012